# Marie Josefa Habsburská (1687–1703)
Marie Josefa Rakouská (německy Maria Josepha Colletta Antonia von Österreich, 6. března 1687, Vídeň – 4. nebo 14. dubna 1703 tamtéž) byla rakouská arcivévodkyně z rodu Habsburků, princezna česká, uherská a chorvatská. Zemřela jako mladistvá.

## Život
Narodila se ve vídeňském Hofburgu jako osmé dítě (pátá dcera) císaře Leopolda I. a jeho manželky Eleonory Magdaleny Neuburské.
Jejím bratry byli pozdější císařové Josef I. a Karel VI. a sestra Marie Anna Josefa se sňatkem s Janem V. Portugalským stala portugalskou královnou a sestra Marie Alžběta (1680–1741) byla místodržící Rakouského Nizozemska. Sestra Marie Magdaléna (1689–1743) zůstala neprovdaná a bez potomků.
O jejím životě není mnoho známo, jen to, že vždy žila na rakouském dvoře a byla zřejmě churavá a ve špatném zdravotním stavu.
Zemřela ve Vídni 14. dubna 1703 ve věku šestnácti let na neštovice. Byla pohřbena ve vídeňské císařské hrobce a její srdce bylo umístěno v Hrobce srdcí v augustiniánském kostele. Její otec ji přežil pouze o dva roky.